# Steve St. Germain
Steve St. Germain – kanadyjski zapaśnik. Brąz na mistrzostwach panamerykańskich w 1992 roku.